# Prärietrupial
Prärietrupial (Euphagus cyanocephalus) är en nordamerikansk fågel i familjen trupialer inom ordningen tättingar. Den häckar i västra Kanada och västra USA, men även i allra nordvästligaste Mexiko. Vintertid flyttar delar av populationen så långt söderut som till södra Mexiko. Fågelns ursprungliga miljö är olika skogsnära öppna miljöer, men har anpassat sig väl till människan och ses idag ofta i parker, jordbruksområden och till och med på parkeringsplatser.

## Utseende och läten
Prärietrupialen är en medelstor (21-23 cm), slank trupial med förhållandevis tunn näbb och lång stjärt. Hane i häckningsdräkt har gult öga och är glansigt svart med purpurfärgad anstrykning på huvud och bröst, på resten av kroppen mer åt blått eller grönt. Den är mycket lik nära släktingen myrtrupialen, men har något kraftigare näbb än denna och har tydligare purpurglans. Hona och hane i vinterdräkt skiljer sig tydligare från motsvarande dräkt hos myrtrupialen, enhetligt gråbruna istället för rostfärgade och med mörka ögon (myrtrupialen har ljusa ögon i alla dräkter). Sången består av ett kort, ljust och fräsande "t-kzzzz" eller "t-zherrr". I flykten hörs ett hårt och torrt "ket".

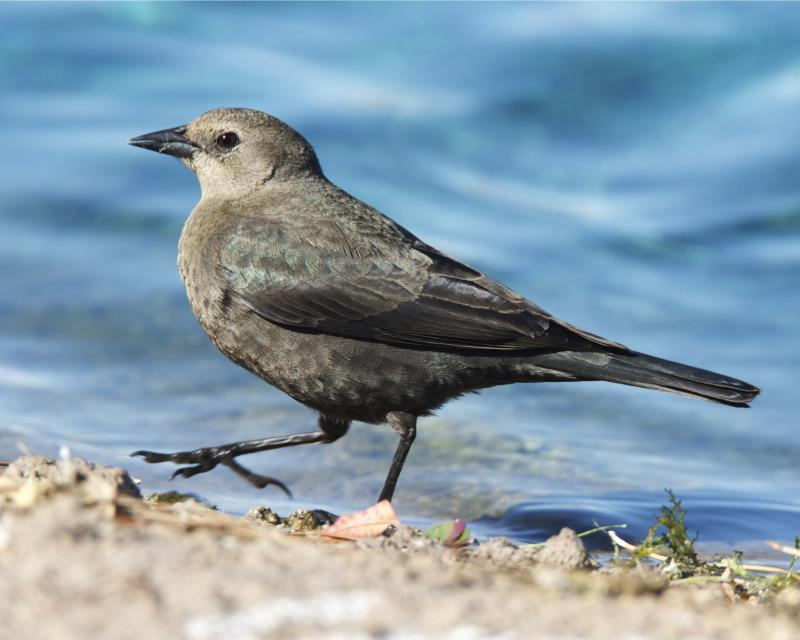
Hona.

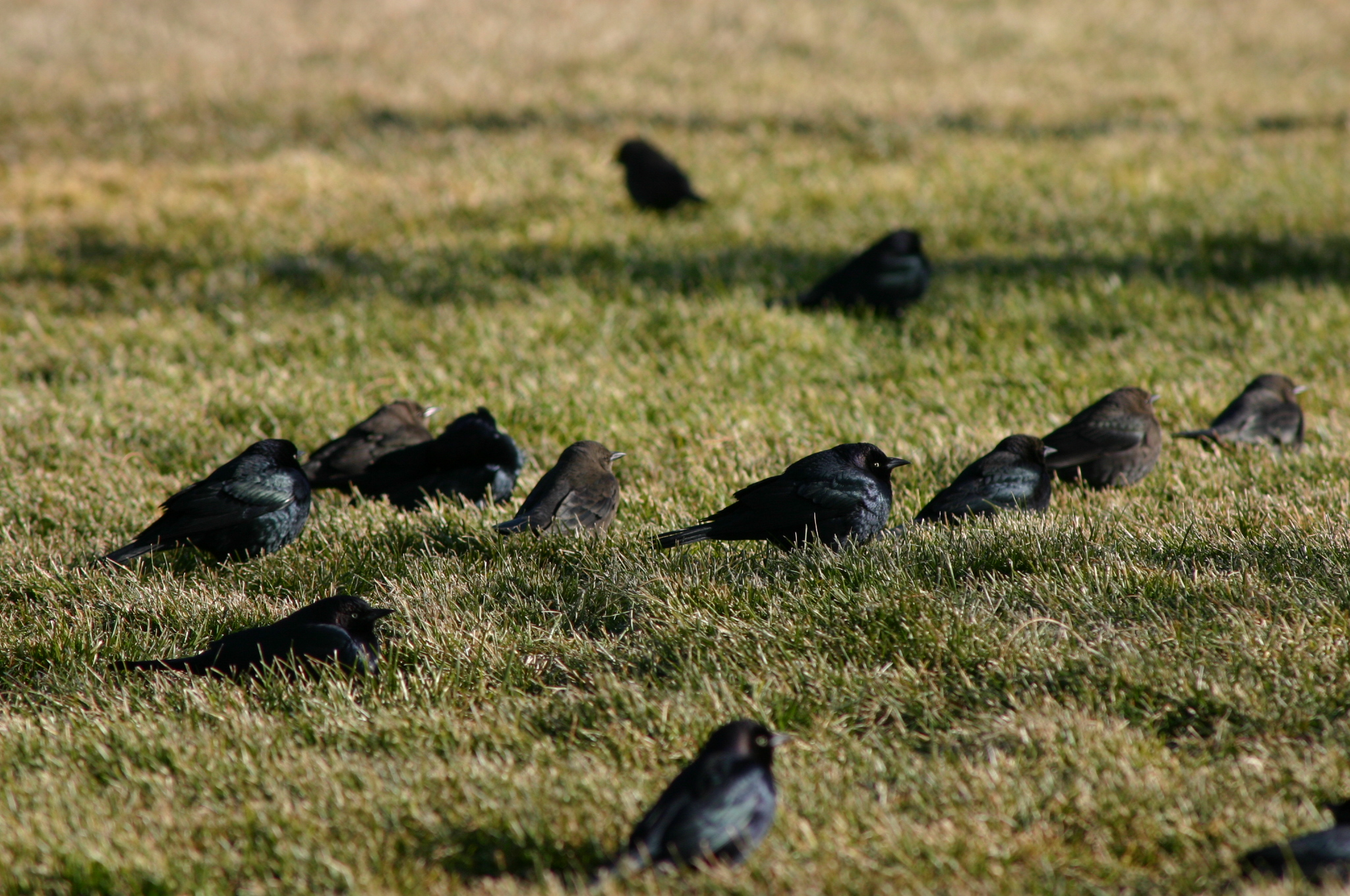
En flock prärietrupialer med både hanar och honor.

## Utbredning och systematik
Prärietrupialen häckar i västra Kanada och västra USA, närmare bestämt från norra British Columbia österut tvärs över södra Northwest Territories, Alberta och Saskatchewan till södra Ontario, vidare genom västra USA söderut till Kalifornien och New Mexico samt österut till västra Nebraska och Michigan. Den hittas också i nordvästligaste Mexiko, i norra Baja California. Nordliga fåglar flyttar vintertid till sydvästra delen av utbredningsområdet och söderut till södra USA och södra Mexiko. Den behandlas som monotypisk, det vill säga att den inte delas in i några underarter.

## Levnadssätt
Arten förekom ursprungligen i gläntor och bryn i olika öppna skogstyper, men ses numera även nära människan i parker, på parkeringsplatser och jordbruksområden. Den ses i flockar på jakt efter frön och insekter på marken. Fågeln häckar mellan april och juli.

## Status och hot
Arten har ett stort utbredningsområde och en stor population, men tros minska i antal, dock inte tillräckligt kraftigt för att den ska betraktas som hotad. Internationella naturvårdsunionen IUCN kategoriserar därför arten som livskraftig (LC).